# Zhang-Fei-Tempel (Langzhong)

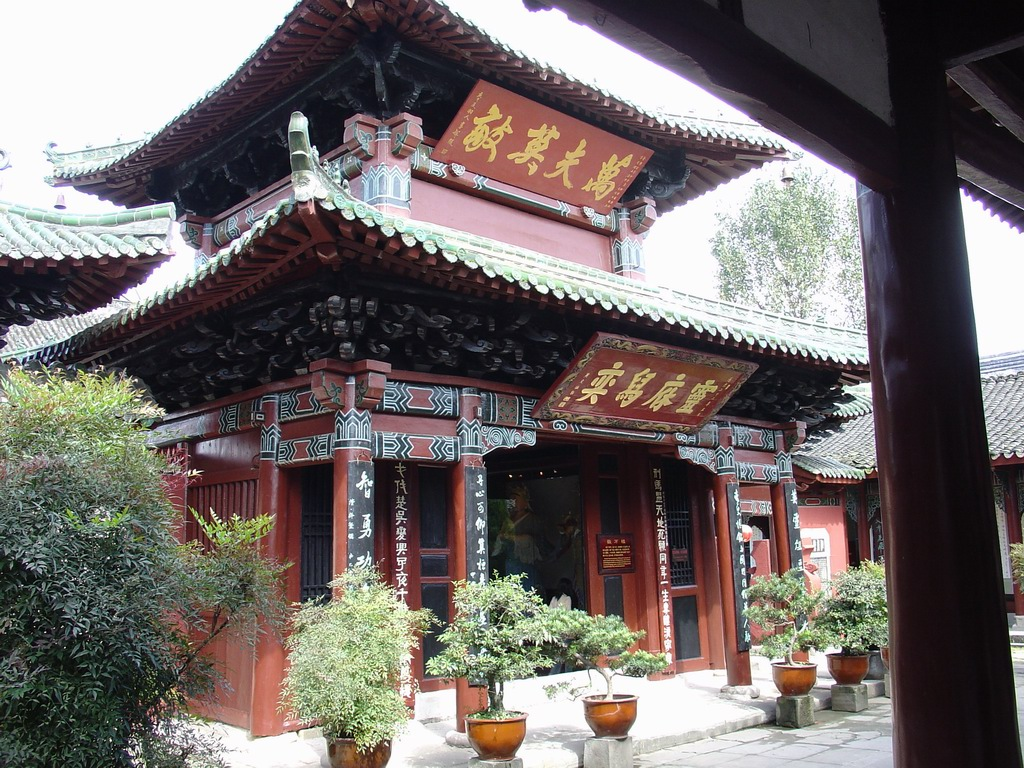
Zhang-Fei-Tempel

Der Zhang-Fei-Tempel (chinesisch 张飞庙, Pinyin Zhāng Fēi Miào, englisch Zhang Fei Temple) oder Ahnentempel des Markgrafen Zhang von Huan (张桓侯祠,  Zhang Huanhou ci) in  Langzhong (阆中市) am Jialing Jiang in der südwestchinesischen Provinz Sichuan wurde zu Ehren des Shu-Han-Generals Zhang Fei, einem chinesischen Militärführer der Zeit der Drei Reiche (220–280), errichtet, einem der Fünf Tigergeneräle von Shu Han und Waffenbruder von Liu Bei und Guan Yu. Zhang Fei liegt hier begraben. Der Tempel blickt auf eine Geschichte von über 1.700 Jahren zurück. Die heutigen Gebäude stammen aus der Zeit der Ming- und Qing-Dynastie. Der Tempel steht seit 1996 auf der Liste der Denkmäler der Volksrepublik China (4-158).
Koordinaten: 31° 34′ 47,2″ N, 105° 57′ 45,2″ O